# Harry Freeman
Harry Scott Freeman (Staines, Middlesex, 7. veljače 1876. — Wycombe, Buckinghamshire, 5. listopada 1968.) je bivši engleski hokejaš na travi.
Osvojio je zlatno odličje na hokejaškom turniru na Olimpijskim igrama 1908. u Londonu igrajući za Englesku. 